# Tummal
Tummal Ninlil istennőnek – Enlil isten feleségének – a szentélykörzete volt Nippurban az ókori Sumer vallási kultuszközösségének központjában.

## A „Tummal-felirat”
A Tummal-felirat Isbí-Erra az I. iszini dinasztia alapítójának idején készült és kivonatosan elmeséli a nippuri szentélykörzetek, Ninlil Tummalja és Enlil Ékurja építéstörténetét. Fontos történeti forrás a különböző városi dinasztiákhoz tartozó királyok egymásutániságának megállapításához:
- Mebarageszi felépítette Enlil templomát
- Agga, Enmebarageszi fia, felújította Tummalt

„Midőn Tummal első alkalommal rombadőlt”:
- Meszannepadda felépítette Enlil templomának Bursusuáját
- Meszkiagnunna, Meszannepadda fia, felújította Tummalt

„Midőn Tummal második alkalommal rombadőlt”:
- Gilgames felépítette Enlil templomának Numunburráját
- Urlugal, Gilgames fia, felújította Tummalt

„Midőn Tummal harmadik alkalommal rombadőlt”:
- Nanne – vagyis Meszannepadda – felépítette Enlil templomának „magas kertjét”
- Meszkiagnunna, Nanne fia, felújította Tummalt

„Midőn Tummal negyedik alkalommal rombadőlt”:
- Urnammu felépítette az Ékurt
- Sulgi, Urnammu fia, felújította Tummalt

„Midőn Tummal ötödik alkalommal rombadőlt”:
- Búr-Szín évétől addig, amikor Ibbí-Szín a király, Enamgalannát Innin en-(pap)jává választotta ki Urukban, Luinnin, Enlil asgabgal-(pap)jának szavára Isbí-Erra felépítette az Ékur-raigigallát, Enlil raktárát